# Lomnice (přítok Ohře)
Lomnice je potok v Doupovských horách v okrese Karlovy Vary. Je dlouhý 10,1 km, plocha jeho povodí měří 44 km² a průměrný průtok v ústí je 0,36 m³/s.
Pramení na jihozápadním úbočí vrchu Složiště v místech zaniklé vesnice Heřmanov v nadmořské výšce 650 m n. m. a v obci Kyselka se vlévá zprava do Ohře. Potok protéká Vojenským újezdem Hradiště. Po cestě mohutní díky přítokům, jako je Pstružný potok, protéká vsí Dolní Lomnice a nedaleko stáčírny Mattoni se vlévá do Ohře.